# Zonă economică liberă
Prin Zonă economică liberă (abreviat ZEL) se definește o suprafață din teritoriul unui stat unde pot fi introduse mărfuri în vederea prelucrării și comercializării fără aplicarea restricțiilor tarifare și netarifare ale regimului vamal.
Scopurile de creare ale zonei economice libere:
- atragerea capitalului și investițiilor străine
- stimularea producției destinate exportului
- crearea noilor locuri de muncă și valorificarea mai bună a potențialului uman
- introducerea noilor tehnologii
- atragerea producătorilor unor mărfuri dificitare
- concentrarea capitalului în anumite ramuri experimentale